# Полувреме
Полувреме је назив које се даје интервалу између две половине меча. Карактеристично је да након полувремена тимови замењују поља игре како би смањили било коју предност која се може добити, на пример, од ветра или нагиба површине за игру.
Иако постоји углавном како би се конкурентима омогућило да се накратко одмарају и опораве од игре првог полувремена, полувреме служи и у друге сврхе. Може да служи и као прекид меча за гледаоце, а често има и забавну компоненту, као што су наступи навијачица, наступи бендова и певача. На играма које се емитују на телевизији и радију, такође омогућава емитерима да дају рекапитулацију о првој половини игре, најзанимљивије информације о другим играма које су у току, рекламе, да пружају анализу игре, или свечаности везане за игру.

## Историјат
Порекло полувремена лежи у раним енглеским државним школама. Сврха је била да се дозволи да два фудбалска тима користе другачији скуп правила у првој половини игре, када играју према познатим правилима, док би у другом делу меча користили друга правила. Ова употреба полувремена је била прекинута након стандардизације фудбалских правила 1863. године.

## Коришћење
| Спорт   | Трајање полувремена                            | Трајање делова игре                                  |
| ------- | ---------------------------------------------- | ---------------------------------------------------- |
| Фудбал  | 15 минута                                      | 2 дела по 45 минута                                  |
| Рукомет | 10 минута                                      | 30 минута                                            |
| Рагби   | 10 минута                                      | 40 минута                                            |
| Кошарка | од 10 до 15 минута (ФИБА) или 15 минута (НБА). | 4 четвртине по 10 минута (ФИБА) или 12 минута (НБА). |

## Референца
1. ↑  lema.rae.es http://lema.rae.es/drae/?val=entretiempo. Приступљено 2019-06-11. Недостаје или је празан параметар |title= (помоћ)
2. ↑  Harvey, Adrian (2013-05-13). Football: The First Hundred Years: The Untold Story (на језику: енглески). Routledge. ISBN 9781134269112.